# سیارک ۳۲۹۲
سیارک ۳۲۹۲ (به انگلیسی: 3292 Sather، نامگذاری:2631P-L) سه هزار و دویست و نود و دومین سیارک کشف شده‌است که در ۲۴ سپتامبر ۱۹۶۰ کشف شد.
قدر مطلق سیارک برابر ۱۲٫۸۰ است.